# James Bond 007 – Feuerball
Feuerball (Originaltitel Thunderball) ist ein britischer Actionfilm nach dem gleichnamigen Roman von Ian Fleming und der vierte Teil von Eons James-Bond-Reihe nach Flemings Werken. Regie führte zum letzten Mal Terence Young. Der Superspion (Sean Connery) verfolgt die Nummer 2 des Verbrechersyndikats SPECTRE auf die Bahamas, wo dieser die Welt mit gestohlenen Atombomben erpresst.
Der Film startete im Dezember 1965 weltweit in den Kinos und blieb bis zum Erscheinen von Skyfall (2012) inflationsbereinigt der finanziell erfolgreichste Film der Reihe. Er erhielt nach Goldfinger als zweiter James-Bond-Film einen Oscar.
1983 erschien außerhalb der offiziellen Reihe die Neuverfilmung Sag niemals nie.

## Handlung
Der MI6-Agent James Bond nimmt an der Beerdigung von Jacques Bouvar, einem Agenten der internationalen Verbrecherorganisation PHANTOM (orig. SPECTRE, Special Executive for Counter-Intelligence, Terrorism, Revenge, and Extortion, Apronym von englisch spectre ‚Schreckgespenst‘), teil, die sich aber als vorgetäuscht herausstellt. Bond stellt und tötet Bouvar in dessen Villa und kann mit Hilfe eines Raketenrucksacks und seines Autos, dem Aston Martin DB5, entkommen.
Im Hauptquartier von PHANTOM in Paris treffen sich die Mitglieder der Verbrecherorganisation unter der Führung von Ernst Stavro Blofeld. PHANTOM beabsichtigt von den führenden NATO-Staaten eine Lösegeldsumme in Höhe von 280 Millionen US-Dollar bzw. 100 Millionen Pfund Sterling zu erpressen. Die Operation soll von Emilio Largo geleitet werden. Um den Plan auszuführen, hat sich der PHANTOM-Agent Graf Lippe in Südengland in einem Sanatorium in der Nähe eines NATO-Stützpunktes einquartiert. Zufällig befindet sich Bond zur Erholung ebenfalls dort. Bei Nachforschungen in den Räumlichkeiten des ihm verdächtig vorkommenden Lippe wird er von Angelo, einem völlig bandagierten Mann, beobachtet. Lippe versucht daraufhin, Bond auf einer medizinischen Dehnungsbank umzubringen, doch Bond überlebt den Anschlag.
Kurz darauf tötet Lippe zusammen mit der PHANTOM-Agentin Fiona den NATO-Piloten Francois Derval und ersetzt ihn durch Angelo, dessen Aussehen zuvor durch kosmetische Operationen dem des Getöteten angenähert wurde, sodass dieser problemlos an Dervals Stelle in den NATO-Stützpunkt eindringen kann. Dort besteigt er als Crewmitglied ein Flugzeug vom Typ Avro Vulcan, das für eine Gefechtsübung mit zwei Atombomben bestückt ist, bringt während des Fluges die Besatzung um, ändert den ursprünglichen Kurs und landet die Maschine an einem zunächst noch unbekannten Ort im Meer, wo ihn Largo und dessen Männer bereits erwarten. Dort wird Angelo, weil er kurz zuvor plötzlich ein deutlich höheres Honorar für seine Dienste gefordert hatte, nach der Auftragserfüllung von Largo umgebracht. Die Atombomben werden anschließend aus dem gesunkenen Flugzeug transportiert und an Bord von Largos Yacht, der Disco Volante, verladen.
In der Nacht bemerkt Bond, wie Dervals Leiche ins Sanatorium geschmuggelt wird. Der Tote ist bandagiert, um für Angelo gehalten zu werden. Bond wird beim Entfernen der Bandage beinahe von einem PHANTOM-Agenten überrascht, er bemerkt ihn jedoch, kann ihn überwältigen und den Feueralarm einschalten. Am nächsten Morgen wird der tote Derval wie von PHANTOM vorgesehen als Angelo ausgegeben. Nach Bonds Abreise kommt es zu einer Verfolgungsjagd mit Graf Lippe, der Bond hinterher fährt und ihn erneut zu töten versucht. Lippe, dem der PHANTOM-Chef Blofeld die Auswahl des unzuverlässigen Angelo und somit die Gefährdung der Operation zu Lasten legt, wird nun aber selbst von Fiona angegriffen und ausgeschaltet, so dass Bond entkommen kann.
In der MI6-Zentrale werden sämtliche Agenten über den Verlust der Atombomben unterrichtet. PHANTOM stellt seine Forderung und droht, bei Nichterfüllung eine Stadt im Vereinigten Königreich oder in den Vereinigten Staaten mit Atombomben zu vernichten. Deren Wiederbeschaffung läuft unter dem Codenamen „Feuerball“. Nachdem den Agenten ihre Einsatzgebiete zugeteilt worden sind, lässt sich Bond auf die Bahamas versetzen, weil er auf einem Foto von Derval mit dessen Schwester, genannt Domino, die Leiche aus dem Sanatorium wiedererkennt.
In Nassau angekommen trifft Bond Domino beim Tauchen und geht anschließend mit ihr essen. Am Abend besucht Bond ein Casino und begegnet dort auch Largo, dessen Geliebte Domino ist. Während Largo und Bond gegeneinander Baccara spielen, wird schnell klar, dass beide sich als Gegenspieler erkennen. Largo lädt Bond dennoch auf sein Anwesen Palmyra ein. Am nächsten Tag besucht CIA-Agent Felix Leiter Bond im Hotel, wo ein von Largo beauftragter Mann ihnen auflauert. Bond überwältigt ihn und schickt ihn zu Largo zurück, der ihn an seine Haifische verfüttert. Leiter und Bond treffen sich in der Zwischenzeit mit Q, der angereist ist, um Bond mit neuer Ausrüstung zu versorgen. Bond erhält einen Geigerzähler in Form einer Armbanduhr, eine Unterwasserkamera, die Infrarotaufnahmen im Dunkeln machen kann, eine Miniaturleuchtpistole und mehrere Miniaturluftflaschen, die eine defekte Druckluftflasche ersetzen sollen.
In der Nacht unternimmt Bond einen Tauchgang, um die Disco Volante zu untersuchen. Er entdeckt eine Unterwasserschleuse, stellt aber keine Radioaktivität fest, woraus er schließt, dass die Bomben nicht an Bord sein können. Er wird entdeckt und kann nur knapp Largo und dessen Schergen entkommen. In der Nähe des Strandes wird er von Fiona mit dem Wagen aufgelesen und zurück zum Hotel gefahren.
Am nächsten Tag erkunden Bond und Leiter mit einem Hubschrauber das Meer. Sie können zwar weder das entführte Flugzeug noch die Atombomben entdecken, bemerken aber auf Largos Anwesen das Haifischbecken. Später folgt Bond Largos Einladung und begleitet danach Domino am Abend auf die Junkanoo Parade, dem örtlichen Karneval.
Unterdessen entführt Fiona die CIA-Mitarbeiterin Paula aus dem Hotel. Aufgrund ihres Verschwindens bricht Bond in der Nacht in Largos Anwesen ein, wo er Paula aber nur noch tot auffindet und knapp durch das Haifischbecken entkommen kann. In seinem Hotelzimmer wartet Fiona auf Bond, die sich mit ihm zuerst unter dem Laken wälzt, ihn dann aber mit einer Pistole bedroht und mit der Hilfe von einigen Männern zu Largo bringen will. Doch Bond entkommt und verschwindet im Gewühl des Karnevals. Die Verbrecher verfolgen ihn in einen Nachtclub und wollen ihn dort aus dem Hinterhalt heraus erschießen, während Fiona mit ihm tanzt. Im richtigen Augenblick dreht Bond jedoch Fiona in die Schusslinie, so dass diese tödlich getroffen wird und ihm die Flucht gelingt.
Auf einem weiteren Erkundungsflug mit Leiter entdeckt Bond die auf dem Meeresboden getarnte Avro Vulcan. Bond taucht hinunter, stellt das Verschwinden der Bomben fest und nimmt dem toten Angelo die Erkennungsmarke und die Armbanduhr Dervals ab. Mit diesen Beweisen kann er Domino überzeugen, dass Largo ihren Bruder hat ermorden lassen. Um ihn zu rächen, willigt Domino ein, Bond bei der Suche nach den Atombomben zu helfen. Sie werden von einem Handlanger Largos entdeckt, doch Bond kann ihn rechtzeitig ausschalten.
Im Schutz der Dunkelheit mischt sich Bond heimlich unter Largos Männer und geht mit an Bord der Disco Volante, die die Bomben aufladen soll. Largo und eine Gruppe Taucher, zu denen auch Bond gehört, begeben sich zu einer Unterwasserhöhle, wo die beiden Atomwaffen versteckt sind. Während des Umladens der Bomben wird Bond von Largo erkannt, der seine Männer auf ihn hetzt und ihn in der Unterwasserhöhle einschließt. Bond erreicht zwar die Wasseroberfläche, ist aber nach wie vor von hohen Felsen umgeben und kann die Höhle nicht verlassen. Erst am nächsten Tag wird er von Leiter mit einem Hubschrauber gerettet.
Largo hat unterdessen die Atombomben auf die Disco Volante gebracht. Dann bemerkt er, dass Domino gegen ihn arbeitet, fesselt sie und will sie foltern. Er wird jedoch durch den Nuklearwissenschaftler Dr. Kutze unterbrochen, der Largo zum Scharfmachen der Atomwaffen ruft.
Danach will Largo die nun scharfen Atomwaffen wieder abtransportieren. Von Leiter und Bond alarmiert, greift nun eine Abteilung von Kampftauchern der Marine ein, um Largos Männer zu bekämpfen und die Bomben sicherzustellen. Auch Bond kommt ihnen zu Hilfe. Nach längerem Gefecht können sie die Feinde gemeinsam besiegen. Largo kann auf seine Yacht entkommen, wird aber von Bond verfolgt, dem es schließlich ebenfalls gelingt an Bord zu gelangen.
Auf der Brücke der Disco Volante kommt es zum Kampf zwischen ihm und Largo, der Unterstützung von seinen Männern erhält, wobei das Boot während des Handgemenges von Bond auf Höchstgeschwindigkeit gebracht wird. Die Anhänger von Largo unterliegen Bond im Zweikampf, allerdings wird dieser schließlich von Largo überwältigt. Bonds Lage scheint aussichtslos, als Largo mit einer Harpune erschossen wird: Domino, von Dr. Kutze befreit, hat ihren Bruder gerächt. Noch im letzten Moment können Bond, Domino und Dr. Kutze von dem außer Kontrolle geratenen Schiff springen, bevor es mit voller Fahrt auf einen Felsen kracht und explodiert.
Nun mitten im Meer, wirft ein Flugzeug zu Bond und Domino ein Rettungsfloß und ein Seil herab, das mit einem Ende mit einem Heliumballon verbunden ist. Beide machen sich am anderen Seilende fest und heben durch das Flugzeug, das das Seil auffängt, ab.

## Produktion

### Kontroverse
Feuerball war ursprünglich als Pilotfolge einer Fernsehserie geplant oder aber als eigenständiger Film. Dafür erarbeitete Ian Fleming zusammen mit Kevin McClory und Jack Whittingham ein Drehbuch. Als die Idee einer Serie fallengelassen wurde, baute Fleming die Geschichte zu einem Roman aus. Das Buch wurde dann 1961 als neunter James-Bond-Roman veröffentlicht. Zu Beginn wurde lediglich Fleming als Autor angegeben. Seine Mitautoren verklagten ihn, was dazu führte, dass nicht Feuerball als erster Bond-Film gedreht wurde, sondern Dr. No.
Als Folge der Klage wurden McClory und Whittingham in späteren Auflagen des Romans als Mitautoren genannt, auch wenn Fleming weiterhin als Hauptautor galt. Zusätzlich erhielt McClory die Verfilmungsrechte. Nach dem kommerziellen Erfolg der ersten drei James-Bond-Filme einigten sich die Produzenten Albert R. Broccoli und Harry Saltzman, die die Verfilmungsrechte an den übrigen James-Bond-Titeln (außer Casino Royale) besaßen, mit Kevin McClory auf die Verfilmung von Feuerball. Dieser wurde am Produktionsprozess und der Verteilung der Gewinne des Films der Eon Productions beteiligt. Im Gegenzug durfte McClory zehn Jahre lang keine Verfilmung dieser Geschichte angehen.
Nach Ablauf dieser Frist 1975 begann Kevin McClory mit den Planungen zu einer Neuverfilmung der Geschichte. Bis zur Entstehung der Neuverfilmung Sag niemals nie 1983 standen sich bei Gerichtsprozessen McClory auf der einen und die Produzenten der James-Bond-Reihe und United Artists auf der anderen Seite gegenüber. Seitdem hat McClory wiederholt versucht, eine neue Version zu produzieren und auch die ihm zugesprochenen Rechte zu verkaufen. Der Film unter dem Arbeitstitel Warhead sollte zuletzt 1999/2000 ins Kino kommen. Am Script war u. a. Sean Connery beteiligt.

### Besetzung
| Figur                                  | Darsteller                                                 | Deutscher Sprecher     |
| -------------------------------------- | ---------------------------------------------------------- | ---------------------- |
| James Bond                             | Sean Connery                                               | Gert Günther Hoffmann  |
| Domino Derval                          | Claudine Auger (Stimme: Nikki van der Zyl)                 | Rose-Marie Kirstein    |
| Emilio Largo                           | Adolfo Celi (Stimme: Robert Rietty)                        | Martin Hirthe          |
| Fiona Volpe                            | Luciana Paluzzi                                            | Margot Leonard         |
| Felix Leiter                           | Rik van Nutter                                             | Michael Chevalier      |
| Graf Lippe                             | Guy Doleman                                                | Rainer Brandt          |
| Patricia Fearing                       | Molly Peters                                               | Marianne Mosa          |
| Paula Caplan                           | Martine Beswick                                            | Uta Hallant            |
| M                                      | Bernard Lee                                                | Konrad Wagner          |
| Moneypenny                             | Lois Maxwell                                               | Lola Luigi             |
| Q                                      | Desmond Llewelyn                                           | Harald Wolff           |
| Vargas                                 | Philip Locke                                               | Christian Rode         |
| Ladislav Kutze                         | George Pravda                                              | Heinz Engelmann        |
| Janni                                  | Michael Brennan                                            | Hans Walter Clasen     |
| Angelo Palazzi / Major Francois Derval | Paul Stassino                                              | Horst Niendorf         |
| Ernst Stavro Blofeld                   | Anthony Dawson (Stimme: Eric Pohlmann oder Joseph Wiseman) | Wilhelm Borchert       |
| PHANTOM Nr. 5 (England)                | Philip Stone                                               | Friedrich Schoenfelder |
| PHANTOM Nr. 11 (USA)                   | Murray Kash                                                | Wolfgang Lukschy       |

Sean Connery hatte sich 1961 vertraglich verpflichtet, von 1962 bis 1967 jedes Jahr einen James-Bond-Film zu drehen. Er stand also auch für Feuerball zur Verfügung.
Für die Rolle des Bond-Girls Domino kamen mehrere bekannte Schauspielerinnen in Betracht. Erste Wahl des Produzenten Albert R. Broccoli war Julie Christie, die seine Aufmerksamkeit mit ihrem Auftritt in dem Film Geliebter Spinner erreicht hatte. Doch nachdem er sie kennengelernt hatte, war Broccoli angeblich nicht mehr von ihr überzeugt und favorisierte stattdessen Raquel Welch, die ihm 1964 auf dem Cover der Oktoberausgabe der Zeitschrift Life aufgefallen war. Doch Welch lehnte die Rolle ab, um stattdessen den Film Die phantastische Reise zu drehen. Eine Zeitlang sah es so aus, als würde Faye Dunaway die Domino spielen, doch auch sie entschied sich für ein anderes Projekt. Man dachte auch über eine Reihe unbekannterer Schauspielerinnen nach, darunter Maria Grazia Buccella, Yvonne Monlaur, Mary Menzies und Gloria Paul. Letztlich erhielt Claudine Auger die Rolle. Teile des Drehbuchs mussten umgeschrieben werden, um Domino an Stelle der italienischen eine französische Herkunft zu geben. Trotzdem wurde ihre Stimme im Film von Nikki van der Zyl synchronisiert. In den Unterwasserszenen agierte Evelyne Boren als Double für Claudine Auger.
Die ebenfalls für die Rolle der Domino in Frage gekommene Luciana Paluzzi erhielt die Rolle der Schurkin Fiona Kelly. Für die Italienerin Paluzzi änderte man ihren Rollennamen zu Volpe.
Als Bonds Widersacher Emilio Largo wurde der italienische Schauspieler Adolfo Celi unter Vertrag genommen. Auch er wurde aufgrund seines starken sizilianischen Akzentes synchronisiert, und zwar von Robert Rietty. Wie schon in Liebesgrüße aus Moskau spielt Anthony Dawson den SPECTRE-Kopf Blofeld als geheimer Strippenzieher. Doch weder ist Dawsons Gesicht zu sehen noch dessen eigene Stimme zu hören. Stattdessen spricht Eric Pohlmann (oder nach anderen Quellen Dr.-No-Darsteller Joseph Wiseman).
Rik Van Nutter wurde als mittlerweile dritter Darsteller des CIA-Agenten Felix Leiter verpflichtet. Er wurde im fertigen Film synchronisiert.
Martine Beswick ist in der Rolle der Paula Caplan zu sehen. Nach ihrem Auftritt in Liebesgrüße aus Moskau spielt sie hier bereits ihre zweite Rolle in einem Bond-Film.
Als Moneypenny, M und Q treten erneut Lois Maxwell, Bernard Lee und Desmond Llewelyn auf.
Die deutsche Fassung entstand durch die Ultra-Film Synchron in Berlin.

### Dreharbeiten und Drehorte

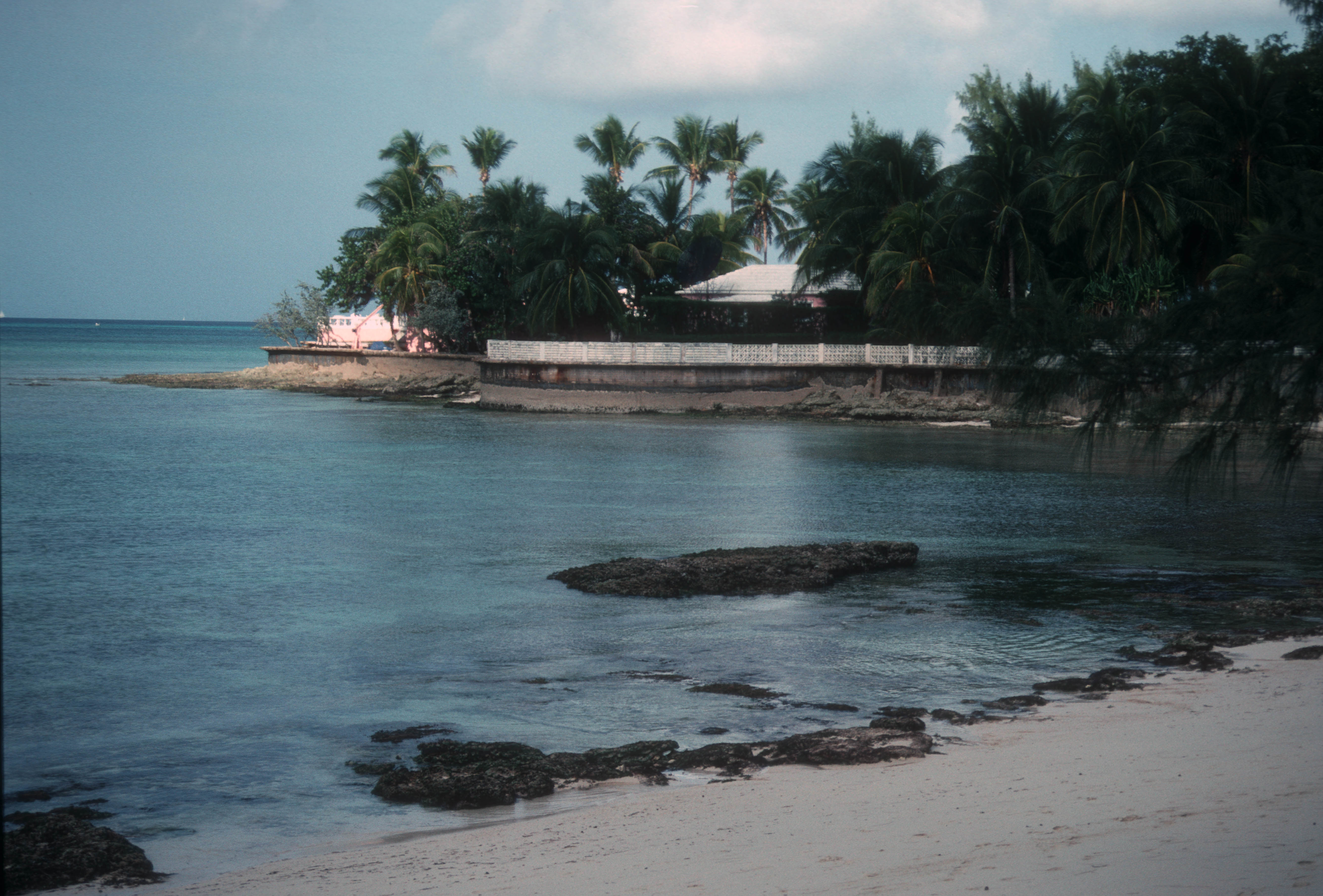
Als Drehort für Largos Anwesen Palmyra diente die sich im Privatbesitz befindende Villa Rock Point im Norden von New Providence.

Die Dreharbeiten fanden vom 16. Februar 1965 bis 9. Juli 1965 in folgenden Ländern statt:
- Vereinigtes Königreich
  - Pinewood Studios, London
  - Silverstone
  - Chalfont St. Peter
  - Northolt, Ruislip
  - Uxbridge
  - Beaconsfield
- Frankreich
  - Château d’Anet, Anet
  - Paris
- Vereinigte Staaten
  - Miami, Florida
- Bahamas
  - Nassau
  - Paradise Island
  - New Providence (Bahamas)
  - Staniel Cay
  - Rose Island

Für die Spezialeffekte war John Stears zuständig.

## Stilmittel

### Gadgets
- Das Bond-Auto Aston Martin DB5, das bereits in Goldfinger verwendet wurde; diese Version war jedoch mit einem Heck-Wasserwerfer ausgestattet, der im vorherigen Film weder erwähnt noch verwendet wurde.
- In der Eröffnungssequenz benutzt Bond einen Raketenrucksack (Bell Textron Jet), um von einem Landgut zu entkommen.
- Ortungspille: Wenn Bond diese (radioaktive, aber harmlose) Pille schluckt, sendet sie ein Signal aus, das nur von einem bestimmten Gerät empfangen werden kann.
- Mini-Mundlufttank: Wenn dieses kleine Gerät in den Mund gesteckt wird, liefert es etwa vier Minuten lang Luft unter Wasser.
- Armbanduhr mit eingebautem Geigerzähler
- Hightech-Drucklufttank mit aufgesetztem Schiffschraubenantrieb und Harpunenfunktion
- Unterwasserkamera mit Infrarotfilm für Unterwasserbilder und eingebautem Geigerzähler

### Filmmusik
Als Titelsong war zunächst das von John Barry und Leslie Bricusse komponierte „Mister Kiss Kiss Bang Bang“ vorgesehen. Da sich eine erste Aufnahme mit Shirley Bassey als für die Titelsequenz zu kurz herausstellte, erfolge eine zweite, längere Aufnahme mit Dionne Warwick als Sängerin. Keine der beiden Versionen kam schließlich zum Einsatz, da die Produzenten darauf bestanden, dass der Titelsong auch den Namen des Films beinhalten sollte. Die Melodie des Songs taucht allerdings im Film während der Szenen im passenderweise „Kiss Kiss Club“ genannten Nachtclub auf. Dionne Warwicks Version erschien erstmals 1992 auf der CD Best of Bond, Shirley Basseys Version 1994 auf ihrem Album Bassey – The EMI/UA Years 1959–1979.
Stattdessen entschied man sich für den von Barry und Don Black geschriebenen Song „Thunderball“, der von Tom Jones gesungen wurde. Angeblich soll Jones nach der lange gehaltenen letzten Note des Liedes das Bewusstsein verloren haben.
Auch der Countrysänger Johnny Cash hatte bei der Produktionsfirma einen Song names „Thunderball“ eingereicht, der Motive aus dem Film/Buch aufnahm. Cashs Song wurde jedoch nicht verwendet und blieb bis 1995 unveröffentlicht.
Der Soundtrack erschien erstmals bei United Artists Records im Jahre 1965 auf LP. In den 1980er Jahren wurde eine erste CD-Pressung von EMI herausgebracht. Nach dem 40-Jahre-James-Bond-Jubiläum wurde 2003 eine neu aufgearbeitete Fassung von Capitol Records veröffentlicht. Die Extended Version enthielt verlängerte Musikstücke des Original-Soundtracks, die aufgrund der beschränkten Kapazität der LP weggeschnitten worden waren.
Originalauflage (1965/1984)
1. Thunderball (02:50)
2. Chateau Flight (02:26)
3. The Spa (02:40)
4. Switching The Body (02:45)
5. The Bomb (05:42)
6. Cafe Martinique (03:42)
7. Thunderball – Instrumental (04:16)
8. Death Of Fiona (02:39)
9. Bond Below Disco Volante (04:12)
10. Search For Vulcan (02:32)
11. 007 (02:30)
12. Mr. Kiss Kiss Bang Bang (02:45)

Extended Version (2003)
1. Thunderball – Main Title (03:03) gesungen von Tom Jones
2. Chateau Fight (02:31)
3. The Spa (02:42)
4. Switching The Body (02:48)
5. The Bomb (05:45)
6. Cafe Martinique (03:45)
7. Thunderball (03:57)
8. Death of Fiona (02:31)
9. Bond Below Disco Volante (04:05)
10. Search For Vulcan (02:24)
11. 007 (02:27)
12. Mr. Kiss Kiss Bang Bang (03:18)
13. Gunbarrel/Traction Table/Gassing The Plane/Car Chase (04:43)
14. Bond Meets Domino/Shark Tank/Lights Out For Paula/For King and Country (08:18)
15. Street Chase (03:23)
16. Finding The Plane/Underwater Ballet/Bond With SPECTRE Frogmen/Leiter To The Rescue/ … (10:15)
17. Underwater Mayhem/Death of Largo/End Titles (10:21)
18. Mr. Kiss Kiss Bang Bang (02:41) Mono Tonaufnahme

In Deutschland sang Alan Corb eine deutschsprachige Version des Titelliedes unter dem Titel Feuerball sowie auch eine deutsche Version Mr Kiss Kiss Bang Bang.

## Veröffentlichung
Die erstmalige Aufführung des Films erfolgte am 9. Dezember 1965 in Tokio. Die offizielle Premiere fand in den Vereinigten Staaten statt, und zwar am 21. Dezember 1965 im Manhattan Paramount Theater in New York. Die Premiere des Films im Vereinigten Königreich erfolgte am 29. Dezember 1965 als sogenannte „Doppelpremiere“ zeitgleich in den Kinos Pavilion am Piccadilly Circus und Rialto in der Coventry Street in London. In den bundesdeutschen Kinos war der Film ab dem 17. Dezember 1965 zu sehen.
Das Budget des Films betrug geschätzte 9 Mio. US-Dollar (2025: ca. 89 Millionen US-Dollar). Der Film war ein großer kommerzieller Erfolg, der weltweit über 141 Mio. US-Dollar (2025: ca. 1.402 Mio. US-Dollar) einspielte, davon allein in den Vereinigten Staaten etwa 63,5 Mio. US-Dollar (2025: ca. 631 Millionen US-Dollar).
Der Film lief am 1. Mai 1985 um 20:15 Uhr auf ARD erstmals im deutschen Fernsehen.

## Rezeption

### Zeitgenössisch
„Mit vielen Unterwasserkämpfen in die Länge gezogenes Bond-Abenteuer. Zwar liebt und tötet der Held auch diesmal im Auftrag Ihrer Majestät, doch das Geschehen ist viel unrealistischer als in den geschickter gestalteten Vorgängern.“

„Trotz der üblichen Bond-Zutaten – Grausamkeit, Sex und technische Superlative – und viel Aufwand bleibt dieser Streifen in Spannung und Perfektion hinter den vorausgegangenen zurück. Unsere grundsätzlichen Einwände allerdings bleiben bestehen.“

Der Spiegel war mit dem Film ebenfalls nicht gänzlich zufrieden. 007 sei darin „zur Comic-strip-Figur geschrumpft“, die Handlung sei im Gegensatz zum Roman nicht spannend. Anders als in den beiden Vorgängerfilmen aus der 007-Reihe, in denen „der technisch raffinierte, aber mögliche Bond-Tod den Reiz der Brutalrevue“ gemacht habe, habe der Regisseur hier „mithin die Bond-Masche selbst parodiert – und damit Spannung in (un)freiwillige Komik gedreht.“

### Retrospektiv
Rückblickend gilt Feuerball als ein überdurchschnittlicher Beitrag zur James-Bond-Reihe, was sich auch in den Auswertungen US-amerikanischer Aggregatoren widerspiegelt. So erfasst Rotten Tomatoes größtenteils positive Besprechungen und ordnet den Film dementsprechend als „Zertifiziert Frisch“ ein. Laut Metacritic fallen die Bewertungen im Mittel „Grundsätzlich Wohlwollend“ aus. Gelobt wurde neben der schauspielerischen Leistung Connerys die Choreografie der Unterwassersequenzen und der Auftritt der von Luciana Paluzzi verkörperten Femme fatale Fiona Volpe.
Im Jahre 2009 nannte der deutsche James-Bond-Experte Siegfried Tesche den Film in einer Liste der zehn besten James-Bond-Filme aller Zeiten auf Platz vier. Zwei Jahre später wurde von den Besuchern der James-Bond-Fanseite MI6-HQ.com über die besten Bond-Filme abgestimmt, wobei Thunderball den siebten Platz erreichte.
Knapp 60 Jahre nach der Veröffentlichung kritisierte der No-Time-to-Die-Regisseur Cary Fukunaga, dass Bond eine Krankenschwester entgegen ihrem erkennbaren Willen küsst und später zum Sex mit ihm nötigen will: “Bond basically rapes a woman.” (Cary Fukunaga , deutsch: „Bond vergewaltigt im Prinzip eine Frau.“)

### Auszeichnungen
Der Film erhielt 1966 den Oscar für die besten visuellen Effekte. Außerdem gewann er den Laurel Award als Bestes Action-Drama.

## Sonstiges

Englisches Logo des Films

- Der Solo-für-U.N.C.L.E.-Reunion-Film The Fifteen Years Later Affair bekam 1983 in Deutschland den Titel Thunderball.
- In Deutschland wurde 1965 das Filmplakat nicht freigegeben, weil der Bikini eines Bondgirls zu klein ausgefallen sei. Daraufhin wurde das Dekolleté kleiner dargestellt, um eine Freigabe zu erreichen.[31]
- In der deutschen Synchronisation wurde an der Stelle, an der Bond Graf Lippe trifft, ein Bezug auf die Stadt Detmold, früher Residenz der Grafen Lippe, eingefügt. In der Szene, als Bond Lippe im Dampfbad einschließt, wurde der Film so geändert, dass Bond beim Weggehen ein lustiges Liedchen vor sich hinträllert. Im Original tut er das nicht, aber gemäß dem englischen Audiokommentar zum Film hatten die Produzenten in der Tat vorgehabt, Connery ein Lied singen zu lassen. Das wurde dann schließlich wegen der Charakterdarstellung Bonds unterlassen.

## Weiterführende Informationen